# 마르크틀
마르크틀(독일어: Marktl)은 독일 남부 바이에른주에 있는 작은 도시이다. 인구 2,617명(2010년). 교황 베네딕토 16세의 출생지로 알려져 있다. 인강 연안에 있어 '마르크틀암인'(독일어: Marktl am Inn)이라고도 부른다.
인강 유역에 위치하는 오래 된 마을로 예로부터 교역의 중심지였으나, 큰 발전은 이루지 못했다. 인강을 따라 동쪽으로 약 10km 가면 오스트리아 국경이 나오며, 국경에서 인강과 잘츠부르크 방면에서 흘러오는 잘츠아흐 강이 합류하여 여기서부터 인강은 국경을 형성한다.
교황 베네딕토 16세 (세속명 요제프 라칭어)가 이곳 출신으로, 이 곳 성당에서 유아세례를 받았다. 하지만 1932년에 가까운 아샤우로 옮겨 살게 된 뒤에는 이 곳에 돌아와 산 적은 없다. 국경 지대에 있는 평범한 마을이었으나, 2005년 요제프 라칭거 추기경이 교황으로 뽑히면서 교황의 출생지로 유명해졌다. 이 곳은 현재 행정적으로 바이에른 주의 오버바이에른 현 알트외팅 군에 속하며, 가톨릭 교회는 파사우 교구 소속이다.

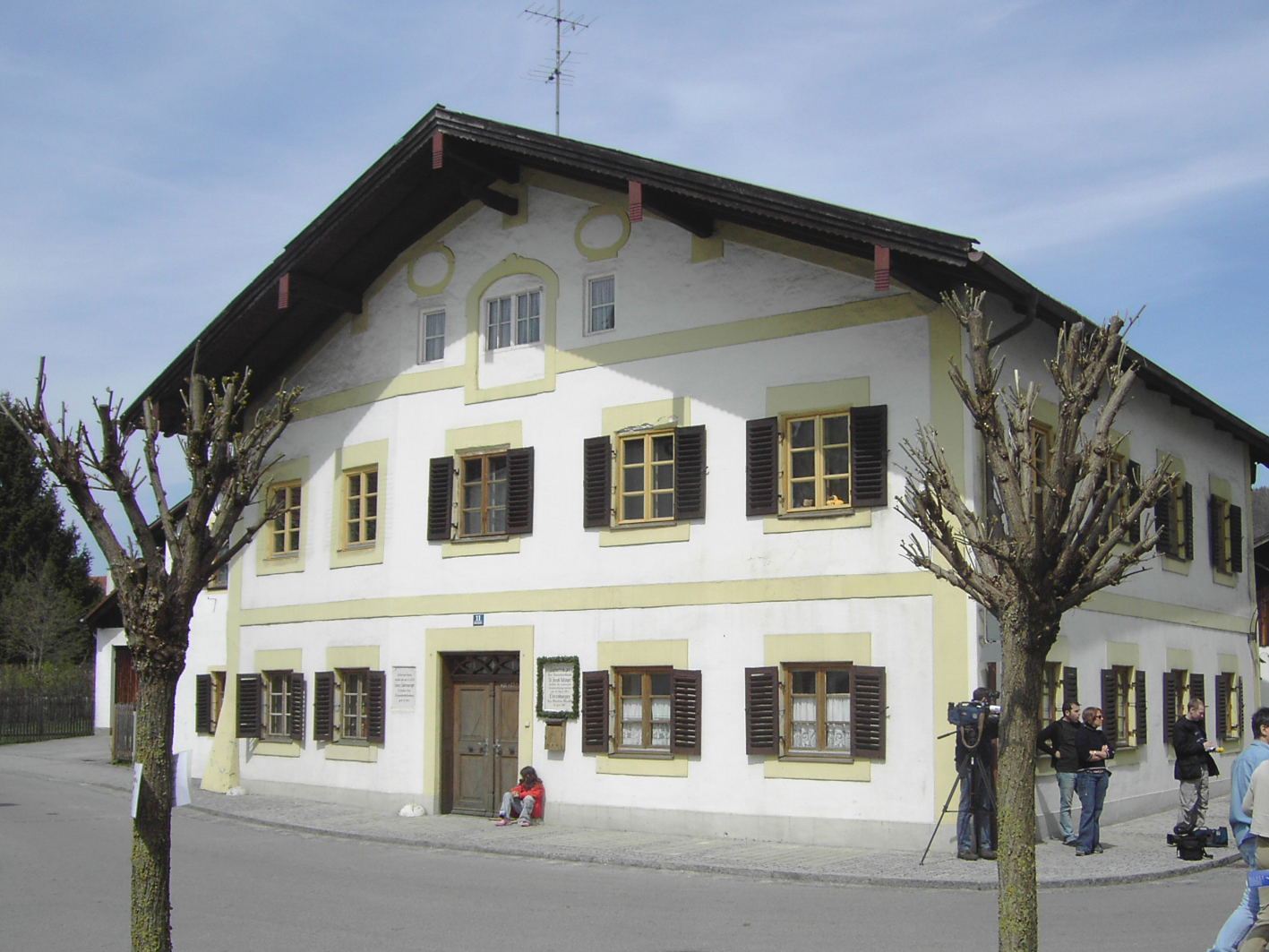
교황 베네딕토 16세 생가